# Ngaoundal
Ngaoundal es una comuna camerunesa perteneciente al departamento de Djérem de la región de Adamawa.
En 2005 tiene 52 867 habitantes, de los que 25 853 viven en la capital comunal homónima.
Se ubica sobre la carretera N6, unos 100 km al sur de la capital regional Ngaoundéré.

## Localidades
Comprende la ciudad de Ngaoundal y las siguientes localidades:
- Bamyanga
- Beka Goto
- Bella Fokou
- Betara Gongo
- Boulama Pangara
- Danfili
- Demgoya
- Djoundé
- Febadi
- Gazagazade
- Gonmana
- Honta
- Kassa
- Kassa Mbere
- Madjoing
- Mafara
- Magbor
- Mandourou Carrefour
- Massim Cooperative
- Mbarnang
- Mbiyoka
- Ngalbize-Sallo II
- Pangar
- Sackmassa
- Sallo Abel
- Zamboi-Zamboi Bague